# Julia Schell
Pour les articles homonymes, voir Schell.
Pas d'image ? Cliquez ici

a Compétitions nationales et continentales officielles uniquement.

b Matchs officiels uniquement.
Julia Schell, née le 13 juillet 1996 à Uxbridge (Canada), est une joueuse internationale canadienne de rugby à XV évoluant aux postes de demi d'ouverture et d'arrière.

## Biographie
Julia Schell naît le 13 juillet 1996. Née à Uxbridge (Ontario) elle joue pour les Guelph Redcoats puis rejoint, avant 2022, le club de Castaway Wanderers Rugby Football Club de Victoria. Elle n'a que 4 sélections en équipe du Canada quand elle est retenue en septembre 2022 pour disputer sous les couleurs de son pays la Coupe du monde en Nouvelle-Zélande.
À l'automne 2023, elle participe dans ce même pays au WXV sous les couleurs du Canada. Cette même année, elle rejoint l'Angleterre et le club des Ealing Trailfinders.

## Palmarès
- Vainqueur des Pacific Four Series en 2024.